# Cathédrale de St Andrews

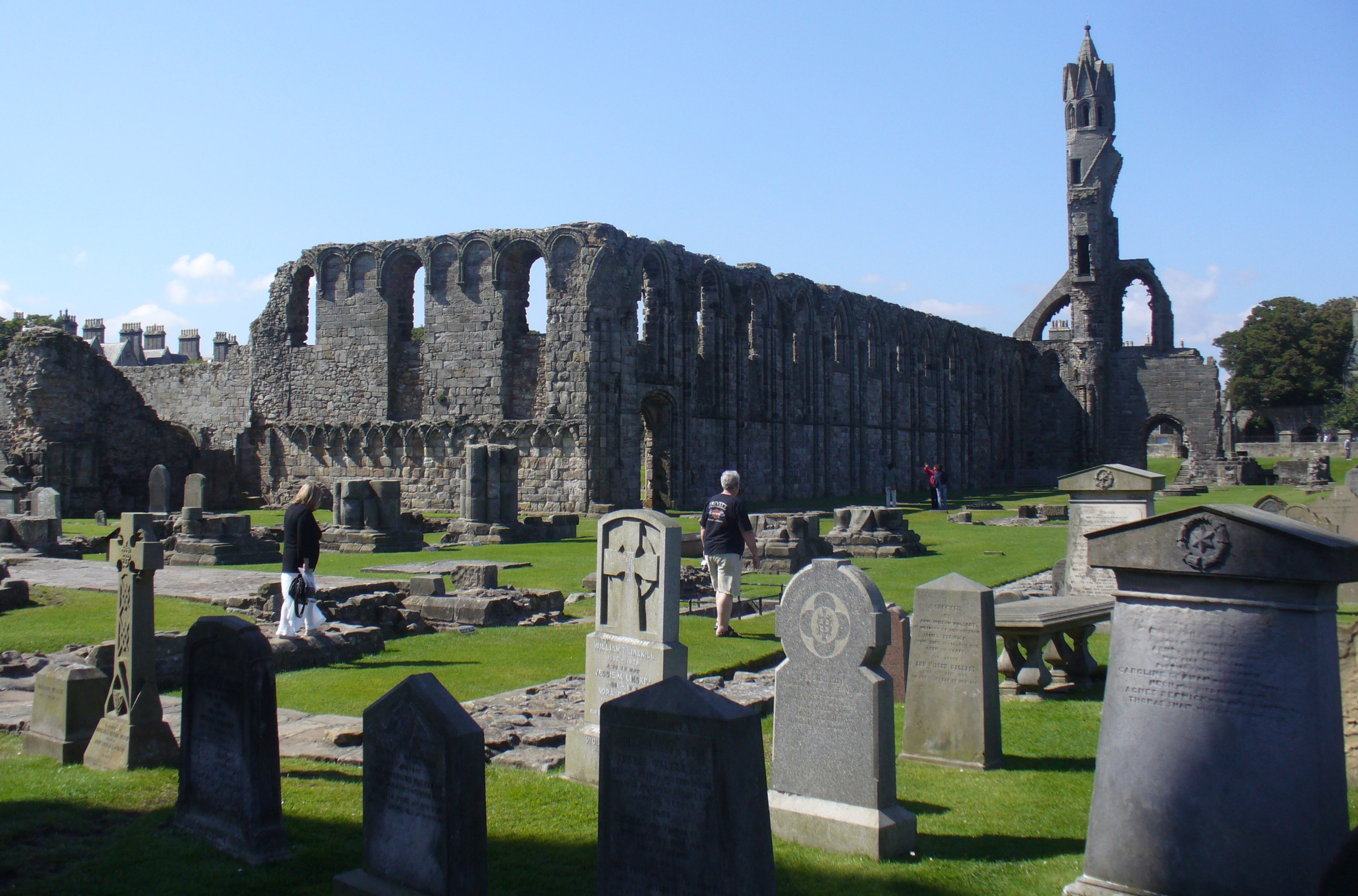
Ruines de la nef de Saint-Andrews.

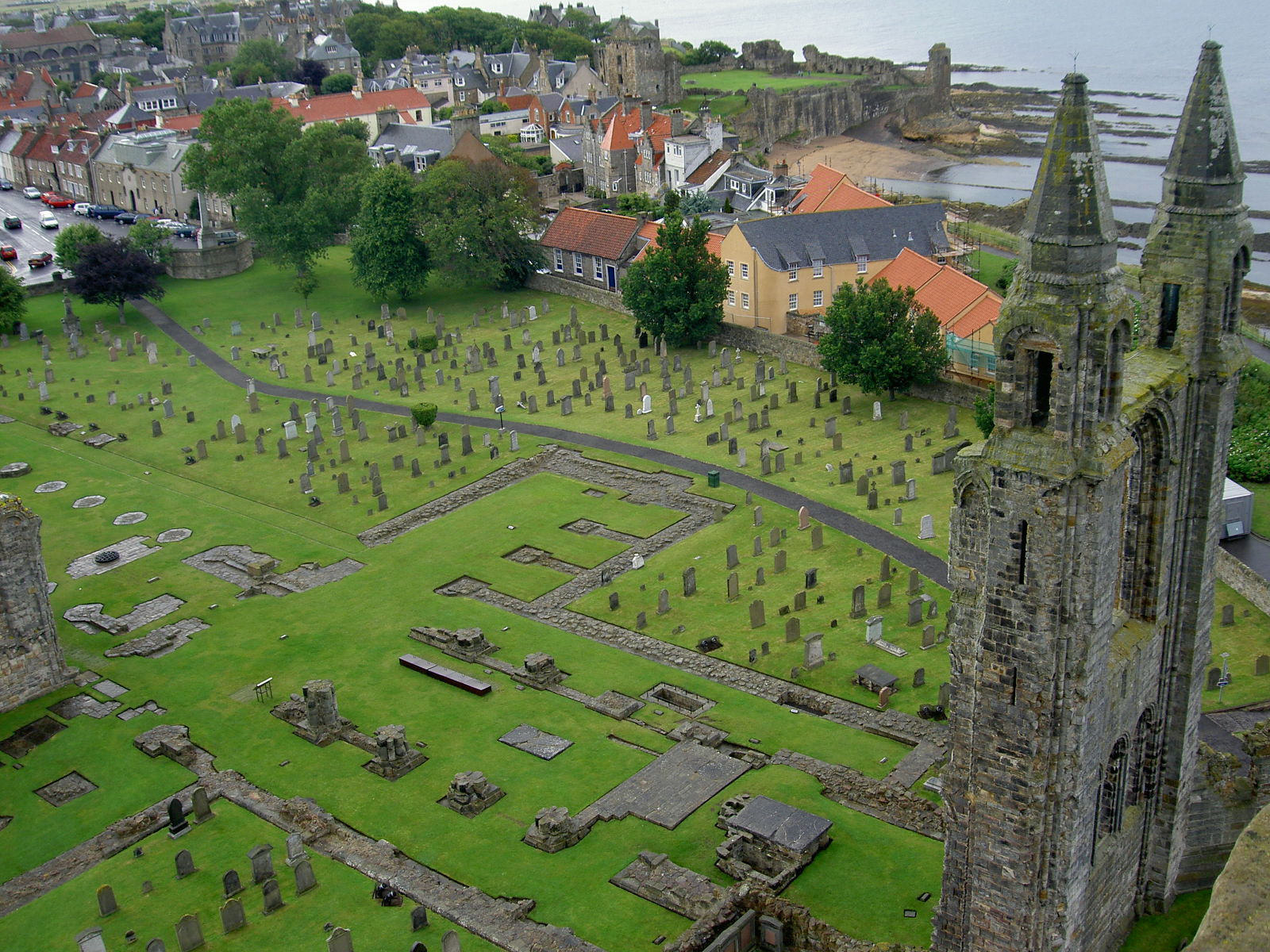
Tour St.-Régulus, vue du sommet.

La cathédrale de Saint-Andrews est un ancien édifice de culte écossais à Saint Andrews qui fut le siège de l’épiscopat, puis de l’archevêché de Saint-Andrews de sa fondation en 1158 jusqu’à sa tombée en désuétude à la suite de la Réforme protestante. 
Ses ruines de plus de 30 mètres de haut et 100 mètres de long montrent la grande taille de cet édifice, actuellement sous la tutelle des monuments historiques écossais. Il fut, un temps, le plus haut bâtiment d’Écosse.

## Historique
Construite en style normand, la cathédrale de Saint-Andrew a été fondée pour fournir plus de place que l’ancienne église de Saint-Régulus, autrefois située sur le site actuel de la cathédrale dont seules subsistent aujourd’hui la tour carrée de 33 mètres de hauteur et le chœur de très petite proportion. Sur un plan de la ville d’environ 1530, un chœur apparaît, et les scellés apposés aux chartes de la ville et de l’université représentent d’autres édifices. À l’est, un site religieux encore plus ancien, l’église Sainte-Marie-sur-le-Rocher, la maison culdee qui est devenue une collégiale.
Commencés en 1158, les travaux de cette nouvelle cathédrale se poursuivirent plus d’un siècle. L’extrémité ouest, abattue par une tempête, fut reconstruite de 1272 à 1279. Elle fut consacrée le 5 juillet 1318, lors d’une cérémonie devant le roi Robert Ier. Lorsqu’elle était en état, elle comportait, outre une tour centrale, six tourelles d’une hauteur de 30 mètres, dont deux demeurent à l’est et l’une des deux à l’extrémité ouest. Après la destruction partielle de la cathédrale par un incendie en 1378, sa restauration et son embellissement furent complétés en 1440. En 1559, la cathédrale fut dépouillée de ses autels et de ses images.

## XVIesiècle
Il semble que vers la fin du XVIe siècle, la tour centrale s’effondra, entrainant avec elle le mur nord. Une grande partie des ruines furent ensuite emportées pour être réutilisées à des fins de construction et rien ne fut entrepris pour les préserver jusqu’en 1826, date après laquelle la cathédrale fut entretenue avec un soin scrupuleux. Une caractéristique intéressante est la découpe du plan au sol dans le gazon. Les portions principales existantes, comprenant des héraldiques archiépiscopaux, en partie de styles normand et en partie écossais antérieur, sont les pignons est et ouest, la plus grande partie du mur sud de la nef et le mur ouest du sud du transept.

## XVIIesiècle
À la fin du XVIIe siècle, une partie des bâtiments de l'église prieurale étaient encore entiers et d’autres reliquats considérables existaient, mais leurs traces ont presque toutes disparu, sauf des portions du mur du prieuré et les arches connues sous le nom de « Pendants ».

## Tour de Saint-Régulus
La tour de Saint-Régulus située sur le site de la cathédrale lui est antérieure. Servant d’église du prieuré jusqu’au début du XIIe siècle, elle fut conservée afin de permettre de la poursuite du culte pendant la construction de son grand successeur. À l’origine, la tour et le chœur attenant faisaient partie de l’église construite au XIe siècle pour abriter les reliques de saint André. La nef, avec deux tourelles ouest, et l’abside de l’église ne sont plus debout. L’aspect original de l’église est illustré sous une forme stylisée sur certains des premiers sceaux du prieuré de la cathédrale. Construite en pierre de taille de grès gris, la tour de taille immense pour son époque, est un point de repère terrestre et marin qui se distingue de nombreux kilomètres à la ronde en offrant une vue parfaite de la ville, du port, de la mer et de la campagne environnante. Il est très probable que sa proéminence avait pour but de guider les pèlerins vers le lieu des reliques de l’Apôtre. Au Moyen Âge une flèche au sommet de la tour la rendait encore plus proéminente. Jusqu’au XVIIIe siècle, on se rendait sur la tour en montant à l’aide d’échelles entre les planchers en bois, jusqu’à l’ajout d’un escalier en colimaçon en pierre.